# Yeonsan-dong, Busan
Yeonsan-dong (koreanska: 연산동) är en stadsdel i Sydkorea.  Den ligger i stadsdistriktet Yeonje-gu i staden Busan, i den sydöstra delen av landet, 300 km sydost om huvudstaden Seoul.

## Indelning
Administrativt är Yeonsan-dong indelat i:
| Namn    | Namn                | Yta i km² | Invånare 31 dec 2018 |
| ------- | ------------------- | --------- | -------------------- |
| 연산1동 | Yeonsan 1(il)-dong  | 0,85      | 17 534               |
| 연산2동 | Yeonsan 2(i)-dong   | 1,49      | 15 748               |
| 연산3동 | Yeonsan 3(sam)-dong | 0,59      | 8 245                |
| 연산4동 | Yeonsan 4(sa)-dong  | 0,92      | 17 552               |
| 연산5동 | Yeonsan 5(o)-dong   | 0,52      | 15 715               |
| 연산6동 | Yeonsan 6(yuk)-dong | 1,18      | 15 369               |
| 연산8동 | Yeonsan 8(pal)-dong | 0,70      | 15 323               |
| 연산9동 | Yeonsan 9(gu)-dong  | 1,63      | 38 498               |